# Кеминьи-сюр-Сен
Кеминьи́-сюр-Сен (фр. Quemigny-sur-Seine) — коммуна во Франции, находится в регионе Бургундия. Департамент коммуны — Кот-д’Ор. Входит в состав кантона Энье-ле-Дюк. Округ коммуны — Монбар.
Код INSEE коммуны — 21514.

## Население
Население коммуны на 2010 год составляло 115 человек.
| 1962 | 1968 | 1975 | 1982 | 1990 | 1999 | 2010 |
| ---- | ---- | ---- | ---- | ---- | ---- | ---- |
| 230  | 195  | 151  | 130  | 136  | 131  | 115  |

## Экономика
В 2010 году среди 61 человека трудоспособного возраста (15—64 лет) 49 были экономически активными, 12 — неактивными (показатель активности — 80,3 %, в 1999 году было 67,2 %). Из 49 активных жителей работали 45 человек (28 мужчин и 17 женщин), безработных было 4 (1 мужчина и 3 женщины). Среди 12 неактивных 5 человек были учениками или студентами, 5 — пенсионерами, 2 были неактивными по другим причинам.